# Silver Plume
Silver Plume est une ville américaine située dans le comté de Clear Creek dans le Colorado.
La ville doit son nom à la mine de Silver Plume, située à proximité. L'origine du terme, qui signifie « plume d'argent », est discutée.

## Démographie
| 1890 | 1900 | 1910 | 1920 | 1930 | 1940 |
| ---- | ---- | ---- | ---- | ---- | ---- |
| 908  | 775  | 460  | 272  | 126  | 139  |

| 1950 | 1960 | 1970 | 1980 | 1990 | 2000 |
| ---- | ---- | ---- | ---- | ---- | ---- |
| 136  | 86   | 164  | 140  | 134  | 203  |

| 2010 | - | - | - | - | - |
| ---- | - | - | - | - | - |
| 170  | - | - | - | - | - |

Selon le recensement de 2010, Silver Plume compte 170 habitants. La municipalité s'étend sur 0,26 milles carrés (0,67 km2).